# Pyongyang
Pour les articles homonymes, voir Pyongyang (homonymie).
Pyongyang (en coréen : 평양, selon la romanisation nord-coréenne officielle : Phyŏngyang, prononcé : /pʰjʌŋ.jaŋ/ , litt. : « la localité calme ») est la plus grande ville et la capitale de la Corée du Nord. La population officielle du centre-ville est estimée à 2,5 millions d'habitants en 2013, tandis que l'agglomération en rassemble environ 3,3 millions. Sa superficie est de 3 194 km2, soit près de trois fois celle de Los Angeles. Elle constitue le cœur politique, économique et culturel du pays. 
Pyongyang a été fondée dès le Néolithique et porta longtemps le nom de Ryugyŏng (류경). Devenue capitale de la dynastie Koguryo au Ve siècle, puis de la dynastie Goryeo au Xe siècle, la ville est l'une des plus importantes de la péninsule coréenne durant le Moyen Âge, avec Séoul et Kaesŏng. Pyongyang fut marquée par des affrontements répétés avec le Japon, en 1592 et 1593 lors de la guerre Imjin puis lors du conflit sino-japonais de 1894-1895, à l'issue duquel la ville est conquise et occupée jusqu'à la fin de la Seconde Guerre mondiale. Bombardée et quasiment rasée durant la guerre de Corée, Pyongyang est rapidement reconstruite avec l'aide de l'Union soviétique.
Son urbanisme et son architecture sont profondément marqués par l'idéologie de la dynastie au pouvoir depuis l'indépendance du pays : le style est inspiré de l'architecture stalinienne, avec de grandes avenues, de vastes places telles que la place Kim Il-sung, ainsi que des équipements publics de dimension gigantesque, comme le Grand Théâtre de l'Est de Pyongyang, l'hôtel Ryugyong — un gratte-ciel pyramidal de plus de 300 mètres de haut — ou le stade du Premier-Mai, le deuxième plus grand stade au monde. La ville compte également un réseau de métro aux stations richement décorées et un monument dédié à l'idéologie communiste nord-coréenne, la Tour du Juche. Cœur économique de la Corée du Nord, Pyongyang accueille enfin plusieurs sites industriels et universitaires, dont l'Usine de cosmétiques nationale, l'Institut de recherche architecturale Paektusan et le Centre de recherche informatique de Corée.
Pyongyang est traversée par le fleuve Taedong, l'un des principaux cours d'eau du pays. La ville a été séparée de la province du Pyongan du Sud en 1946. Son climat est de type continental humide. Elle a le statut de ville d'administration directe (Chikhalsi, 직할시), au même titre que les neuf gouvernements provinciaux de la RPDC stricto sensu. Réputée extrêmement fermée et difficile d'accès pour les visiteurs étrangers, à l'image du pays, elle organise toutefois quelques manifestations culturelles internationales, telles que le festival international du film de Pyongyang.

## Géographie

### Situation

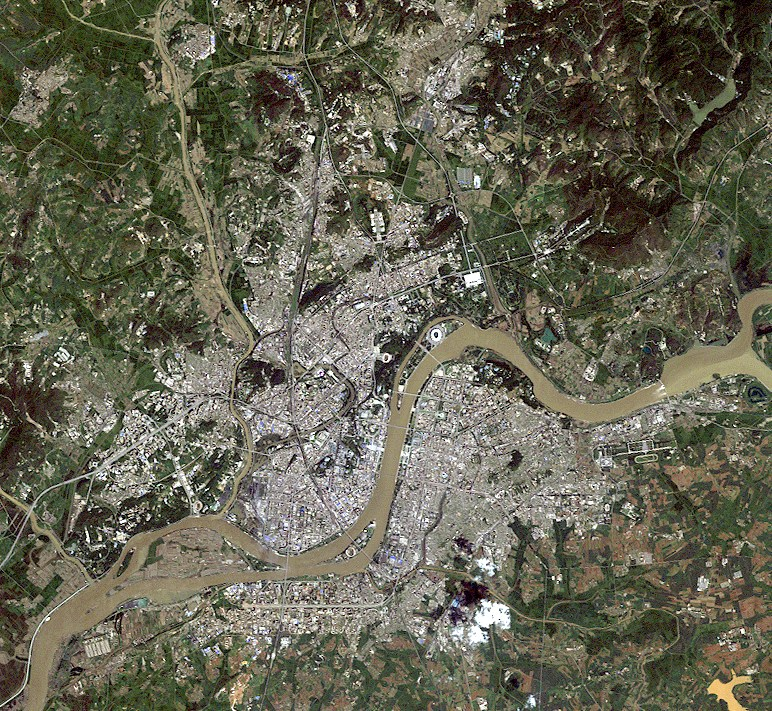
Vue satellite de Pyongyang.

Située dans une plaine, traversée par le fleuve Taedong et à la confluence des rivières Pothong, Japzang et Sunhwa, Pyongyang est bordée de montagnes au nord-est, où sont exploitées des mines d'or et de charbon. 

### Climat
Pyongyang possède un climat continental humide (Dwa selon la classification de Köppen), avec des hivers secs, dont l'impression de froid est renforcée par le vent venu de Sibérie. L'essentiel des précipitations tombe en juillet et en août.
| Mois                                | jan.  | fév. | mars | avril | mai  | juin | jui.  | août  | sep.  | oct. | nov. | déc. | année |
| ----------------------------------- | ----- | ---- | ---- | ----- | ---- | ---- | ----- | ----- | ----- | ---- | ---- | ---- | ----- |
| Température minimale moyenne (°C)   | −10,7 | −7,8 | −1,8 | 4,9   | 10,9 | 16,5 | 20,7  | 20,5  | 14,3  | 6,7  | −0,3 | −7,2 | 5,6   |
| Température maximale moyenne (°C)   | −0,8  | 2,4  | 8,9  | 17,1  | 22,6 | 26,7 | 28,6  | 28,9  | 24,7  | 18,2 | 9,4  | 1,7  | 15,7  |
| Précipitations (mm)                 | 12,2  | 11   | 24,7 | 49,9  | 72,2 | 90,3 | 275,2 | 212,8 | 100,2 | 39,9 | 34,9 | 16,5 | 939,8 |
| Nombre de jours avec précipitations | 5,2   | 4,2  | 5,1  | 6,7   | 8,1  | 8,7  | 14,4  | 11    | 7,2   | 6,1  | 7,3  | 5,9  | 89,9  |

## Toponymie
L'un des nombreux noms historiques de la ville est Ryugyŏng (류경 ; le 柳京), littéralement la « capitale des saules ». En effet, les saules ont toujours été nombreux dans l'histoire de la ville et ont inspiré de nombreux récits poétiques. Aujourd'hui encore, Pyongyang compte nombre de ces arbres. Les larges avenues de Pyongyang séparent ainsi de nombreux parcs, dans une ville qui compte près de 50 m2 d'espaces verts par habitant.
Les autres noms historiques de la ville incluent Kisŏng, Hwangsŏng, Rangrang, Sŏgyŏng, Sŏdo, Hogyŏng, Changan, etc. 
Sous l'occupation japonaise, Pyongyang a été renommée Heijō, qui est simplement la lecture japonaise du nom (平壌) en caractères chinois.

## Histoire
Selon la légende, la ville aurait été fondée en 2334 av. J.-C. sous le nom Wanggŏmsŏng (en hangeul : 왕검성 ; hanja : 王儉城).

### Du Néolithique au royaume de Silla
La mise au jour d'environ cinq-cents tombes dans la région de Pyongyang atteste d'un peuplement humain il y a 5 000 ans. Une petite ville s'est développée au sud de l'île Yanggak, il y a près de deux mille ans, sous la dynastie Koguryo, dont elle devient la capitale en 427. 
Dans le contexte des affrontements entre les dynasties Tang et Silla d'une part, Koguryo d'autre part (aboutissant à la chute de cette dynastie en 668), la ville a été investie par les forces du royaume de Silla en 676.

### Goryeo
À partir du Xe siècle, la ville s'affirme à nouveau comme un des deux principaux centres de la dynastie Goryeo, avec la ville de Kaesŏng. En 1135, elle est le centre d'une révolte menée par Myoch'ŏng, d'inspiration bouddhiste. 
Sous la dynastie Goryeo, elle a été rebaptisée Seogyeong (서경, 西京, « Capitale occidentale »).

### Dynastie Joseon et occupation japonaise
Pyongyang a été le siège de violents affrontements entre les Coréens et les envahisseurs japonais de la guerre Imjin en 1592 et 1593. La population a fortement souffert du conflit sino-japonais de 1894, et une épidémie de choléra a affecté ses habitants en 1895. 
Pyongyang a été la capitale de la province de Pyongan sous la période Joseon, avant de devenir le chef-lieu de la province du Pyongan du Sud en 1896, à la veille de l'occupation japonaise.
Le docteur Philip Jahison observait, en 1939, que la ville s'était peu développée sous l'occupation japonaise de la Corée depuis 1905.

### Depuis 1945

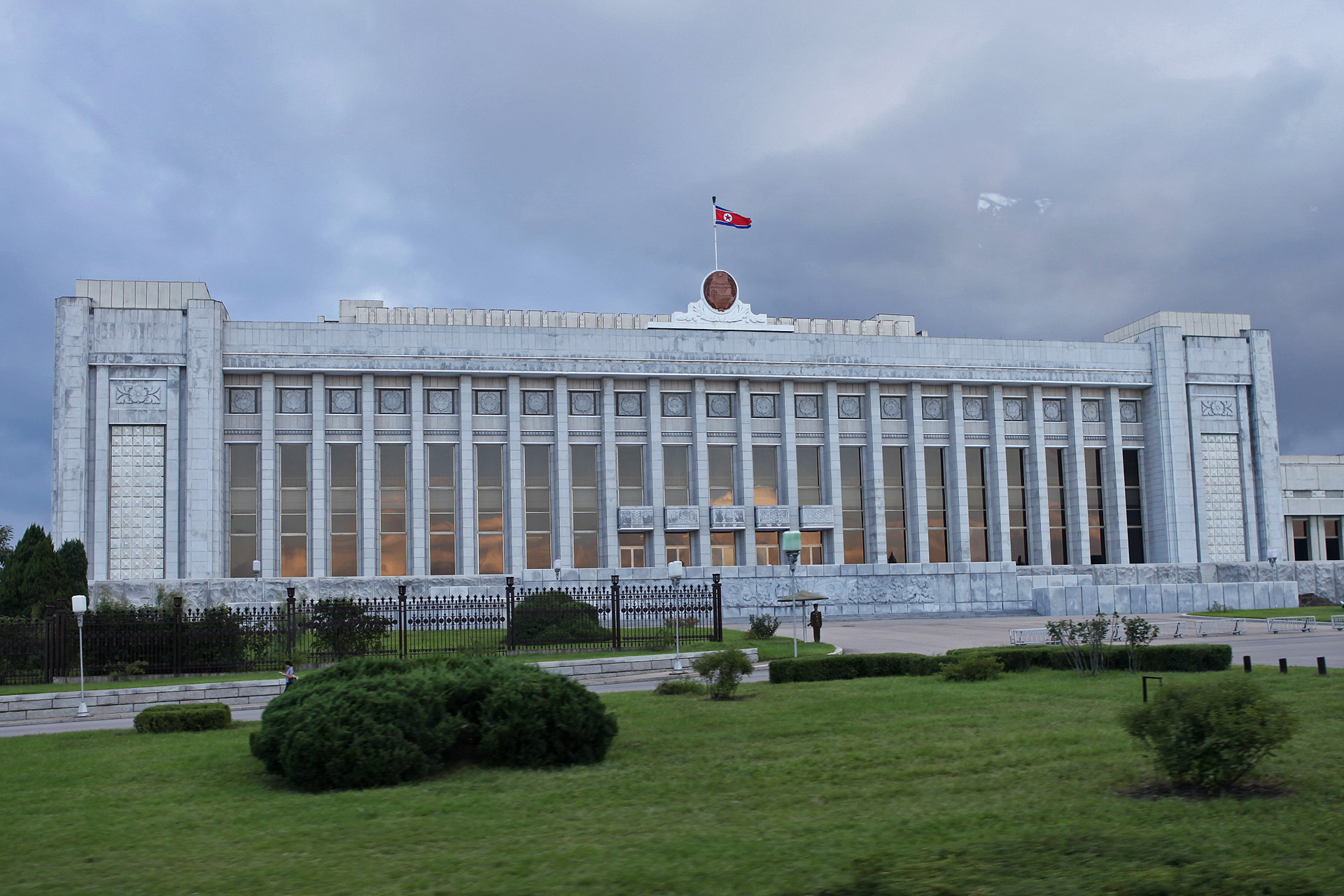
Le siège du parlement de la Corée du Nord, construit en 1948.

En 1945, après la capitulation japonaise, Pyongyang a été la principale ville de la partie Nord de la péninsule de Corée, où les troupes soviétiques sont demeurées jusqu'en 1948, date à laquelle elle est devenue la capitale provisoire de la république populaire démocratique de Corée, lors de la fondation de cette dernière par Kim Il-sung.
Lors de l'offensive du Commandement des Nations unies en Corée, pendant la deuxième phase de la guerre de Corée, la 1re division de cavalerie américaine, dirigée par Hobart R. Gay, et la 1re division d'infanterie sud-coréenne, commandée par Paik Sun-yup, prennent la ville, après une bataille, du 17 au 20 octobre 1950. L'intervention de l'Armée des volontaires du peuple chinois entraine la retraite des forces des Nations unies et les forces nord-coréennes reprennent la ville le 5 décembre 1950.
Les 14 et 15 décembre 1950, 700 bombes de 250 kilogrammes contenant du napalm sont déversées sur Pyongyang par les troupes des Nations unies sous commandement américain et 175 tonnes de bombes de démolition à retardement explosent quand les habitants tentent de venir en aide aux victimes et d’éteindre les incendies. 
La ville a été intégralement rasée pendant la guerre de Corée par les bombardements. Après la guerre, elle a été rapidement reconstruite, avec l'aide des Soviétiques, notamment. Ainsi, l'architecture stalinienne a servi de modèle : larges avenues, places monumentales, dont la plus vaste (la place Kim Il-sung) peut accueillir un million de personnes, statues et mosaïques révolutionnaires, arc de triomphe et parcs. Quelques bâtiments, comme le théâtre Moranbong, sont les rares témoins du visage de Pyongyang avant 1950.

## Démographie
Pyongyang compte 3 255 288 habitants en 2008, seuls les fidèles du pouvoir sont autorisés à y vivre. Il est nécessaire d'avoir un laisser-passer pour entrer et pour sortir de la ville.

## Administration
La ville bénéficie d'un statut spécial et ne fait pas partie d'une province. Elle est donc dirigée directement par des institutions qui lui sont propres :
- Président du Comité populaire de Pyongyang (Maire) : Cha Hui-jante[7]
- Secrétaire du comité de la ville de Pyongyang du Parti du travail de Corée (Représentant du PTC) : Kim Nung-o[7]

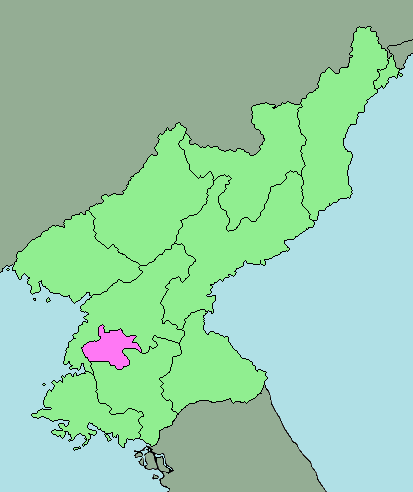
Limites administratives de Pyongyang.

P'yŏngyang a été détachée en 1946 de la province de Pyongan du Sud afin de former une ville administrée directement (chikhalsi). Celle-ci est divisée en 19 arrondissements/cantons municipaux ou districts métropolitains (kuyŏk ou guyŏk ; Hangeul : 구역, Hanja : 區域) et 4  arrondissements administratifs ou districts (kun ou gun ; Hangeul : 군, Hanja : 郡) :
- Chung-guyŏk (중구역 ; 中區域)
- Hyŏngjesan-guyŏk (형제산구역 ; 兄弟山區域)
- Man'gyŏngdae-guyŏk (만경대구역 ; 萬景台區域)
- Moranbong-guyŏk (모란봉구역 ; 牡丹峰區域)
- Pot'onggang-guyŏk (보통강구역 ; 普通江區域)
- P'yŏngch'ŏn-guyŏk (평천구역 ; 平川區域)
- Rakrang-guyŏk (락랑구역 ; 樂浪區域)
- Ryŏkp'o-guyŏk (력포구역 ; 力浦區域)
- Ryongsŏng-guyŏk (룡성구역 ; 龍城區域)
- Sadong-guyŏk (사동구역 ; 寺洞區域)
- Samsŏk-guyŏk (삼석구역 ; 三石區域)
- Sŏn'gyo-guyŏk (선교구역 ; 船橋區域)
- Sŏsŏng-guyŏk (서성구역 ; 西城區域)
- Sunan-guyŏk (순안구역 ; 順安區域)
- Sŭngho-guyŏk (승호구역 ; 勝湖區域)
- Taedonggang-guyŏk (대동강구역 ; 大同江區域)
- Taesŏng-guyŏk (대성구역 ; 大城區域)
- Tongdaewŏn-guyŏk (동대원구역 ; 東大院區域)
- Ŭnjŏng-guyŏk (은정구역 ; 恩情區域)
- Chunghwa-gun (중화군 ; 中和郡)
- Kangdong-gun (강동군 ; 江東郡)
- Kangnam-gun (강남군 ; 江南郡)
- Sangwŏn-gun (상원군 ; 祥原郡)

## Économie
Pyongyang est un des principaux pôles économiques de la Corée du Nord. Des industries lourdes, notamment chimiques et sidérurgiques, se sont installées dans la banlieue. Pyongyang abrite également des industries de biens de consommation (en particulier l'usine de cosmétiques de Pyongyang et des usines textiles), ainsi que l'institut de recherche architecturale Paektusan.
Dans le domaine des nouvelles technologies, le Centre de recherche informatique de Corée a son siège dans la capitale nord-coréenne.

## Éducation
La ville de Pyongyang dispose de plusieurs universités, dont l'université de technologie Kim Chaek et l'université de science et de technologie de Pyongyang.

## Lieux et monuments

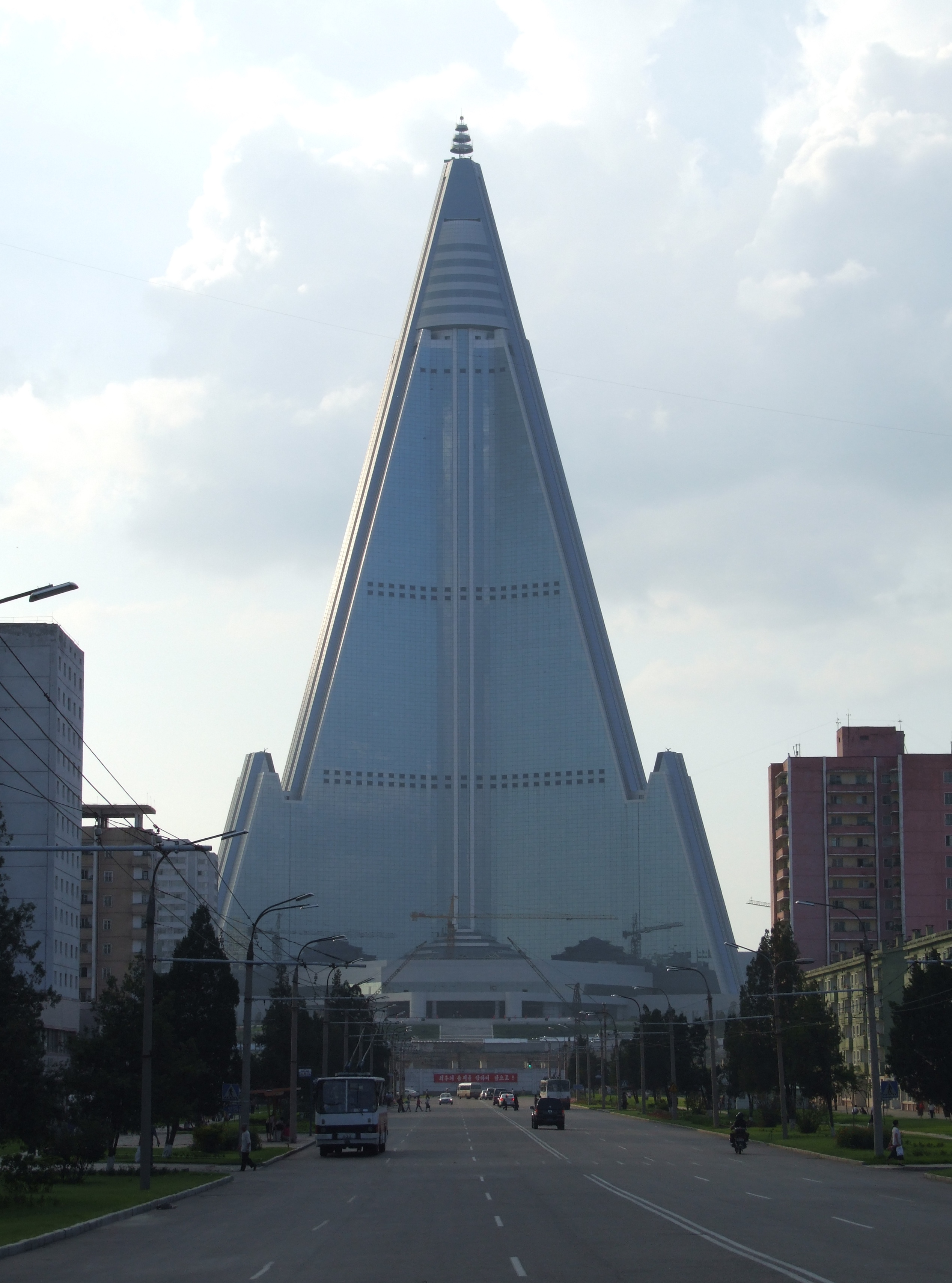
L'Hôtel Ryugyong, achevé en 2012 et d'une hauteur de 330 mètres.

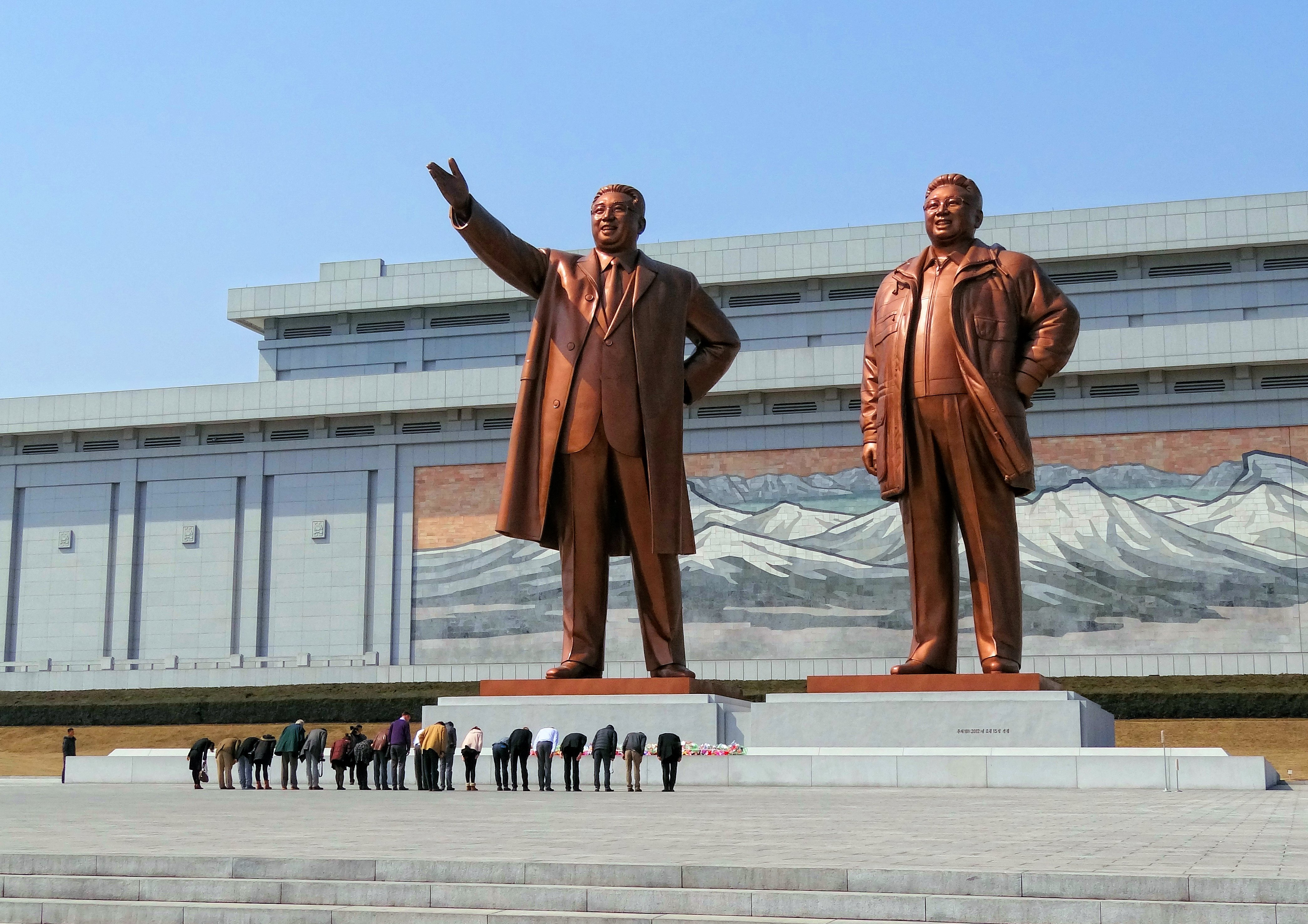
Visiteurs s'inclinant devant les statues de Kim Il-sung et Kim Jong-il sur la colline Mansu.

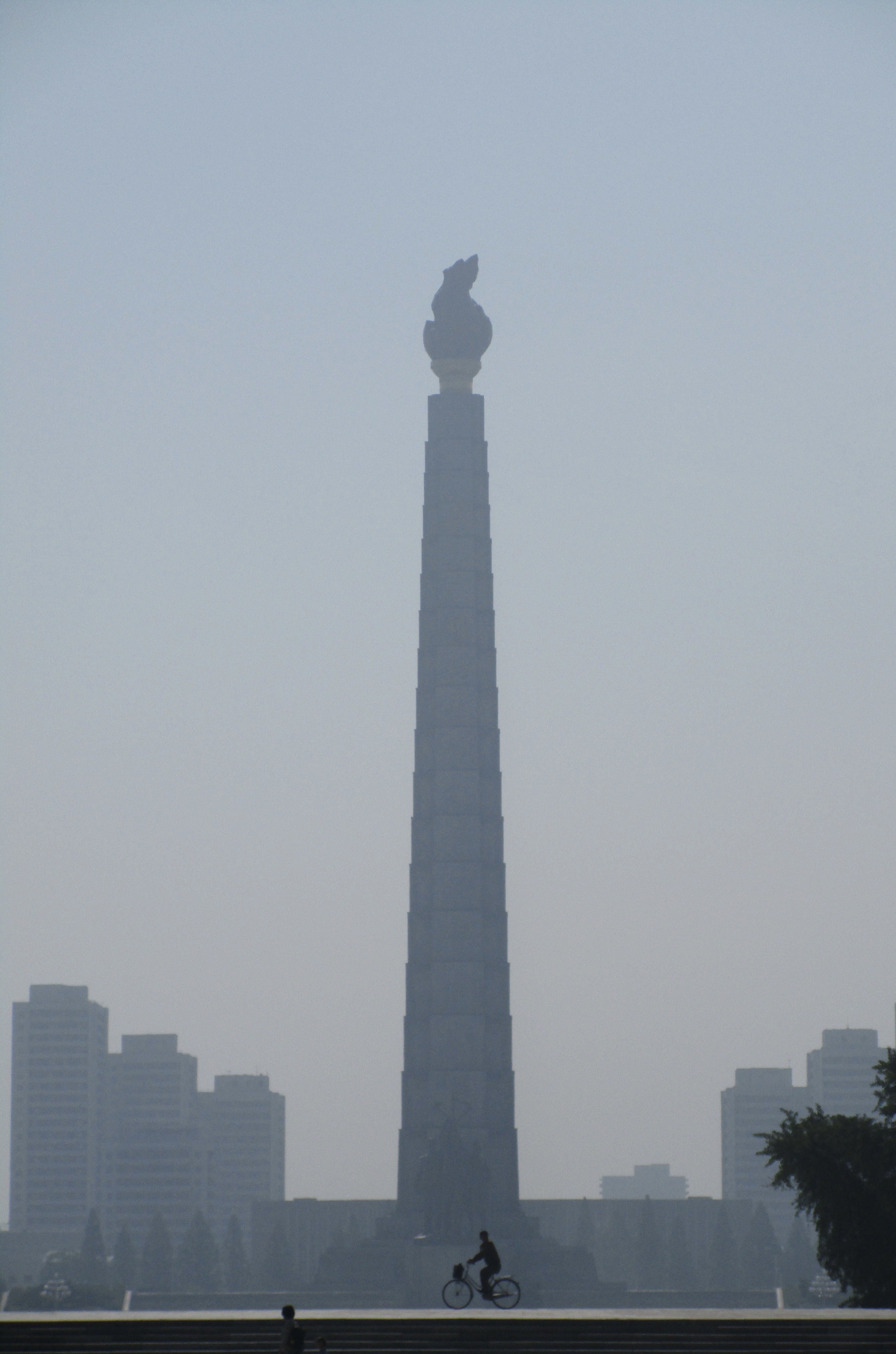
La tour du juche en mai 2016.

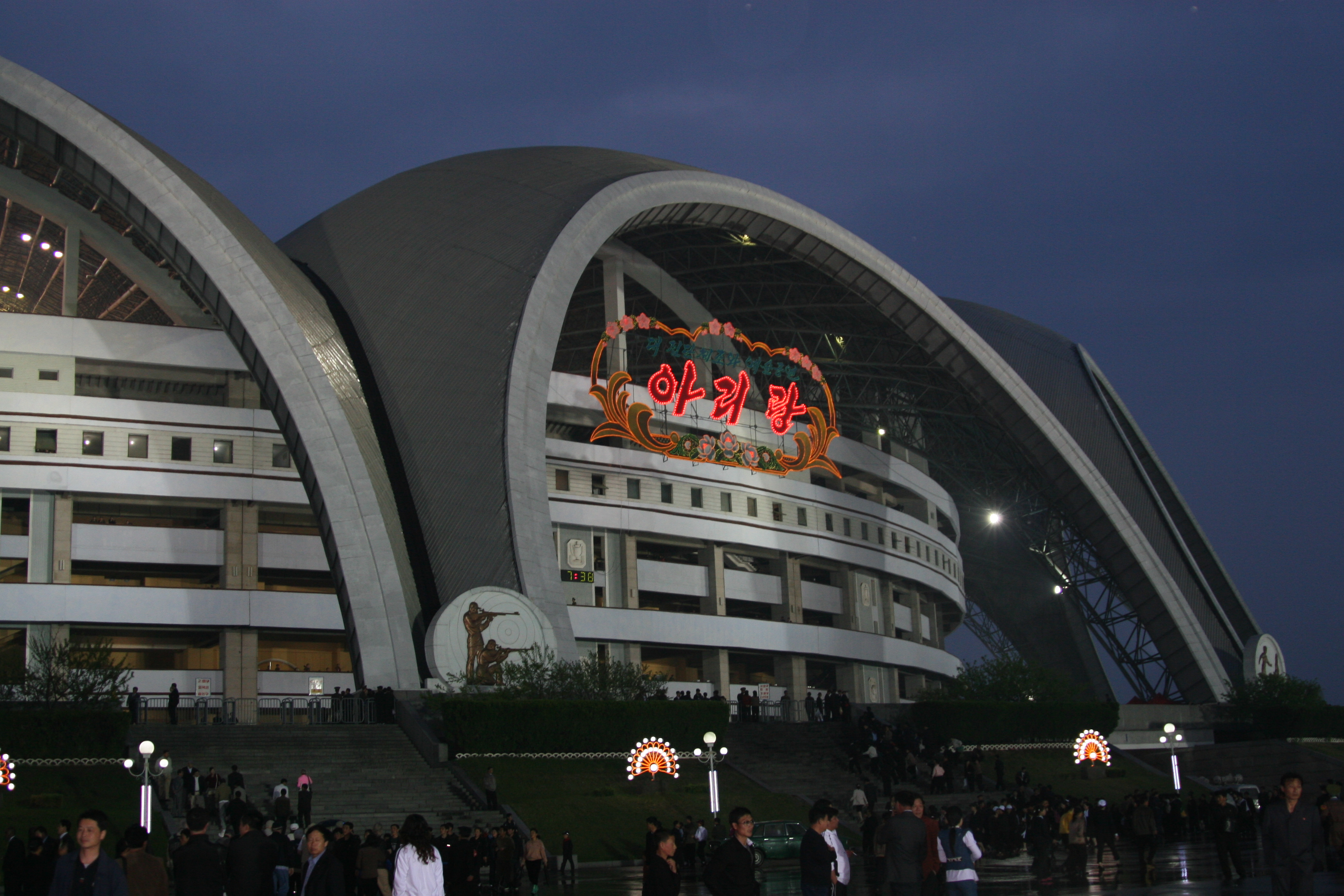
Le stade du Premier-Mai.

- La très vaste place Kim Il-sung, avec la Grande maison des études du peuple et le Musée d'histoire coréenne.
- Le phare de la tour du Juche est un flambeau symbolisant l'idéologie nationale.
- L'arc de triomphe de Kim Il-sung en granit blanc.
- Le monument à la fondation du Parti.
- Les mosaïques à la gloire des dirigeants Kim Il-sung et Kim Jong-il.
- Le métro immaculé - marbres, lustres et bronze - qui plonge à 120 mètres et est utilisable comme abri antinucléaire en cas de conflit.
- L'hôtel Ryugyong, un gratte-ciel de 330 mètres, commencé en 1987 et achevé en 2012.
- Le stade du Premier-Mai avec une capacité de 150 000 spectateurs, le plus grand du monde.
- Le stade Kim Il-sung, qui reçoit les matches du Pyongyang CSG et de l'équipe nationale de football.
- Le musée de la guerre victorieuse.
- Le Grand Théâtre de l'Est de Pyongyang, une salle de spectacle de 2 500 places.
- Le monument sur la colline de Mansu, avec les statues de Kim Il-sung et de Kim Jong-il.
- La statue de Chollima.

## Sports et culture

### Culture
Situé dans la capitale, le cirque de Pyongyang est le plus connu en Corée du Nord et a une réputation internationale. 
Par ailleurs, la capitale nord-coréenne accueille tous les deux ans le Festival international du film de Pyongyang.
Les curiosités à voir sont les berges du fleuve Taedong, les rues de l'Unification et de Changgwang, la porte de Taedongmun, la tombe du roi Tongmyong du Koguryo, les forteresses de Pyongyang et de Taesong, les pavillons de Ryongwang et d'Ulmil.

### Sports
Le quarantième anniversaire de la fondation de la Fédération internationale de taekwondo, qui regroupe plus de 120 associations nationales dans le monde, a été célébré en 2006 à Pyongyang, en présence, notamment, de délégations américaines et sud-coréennes.
Pyongyang a été l'une des vingt villes internationales sur le trajet de la flamme olympique pour les Jeux olympiques de Pékin de 2008.
Elle accueille des spectacles de masse, dans le cadre du festival Arirang, environ tous les deux ans lors des principaux anniversaires de la république populaire démocratique de Corée. Les célébrations regroupent des dizaines de milliers de gymnastes.

## Transports

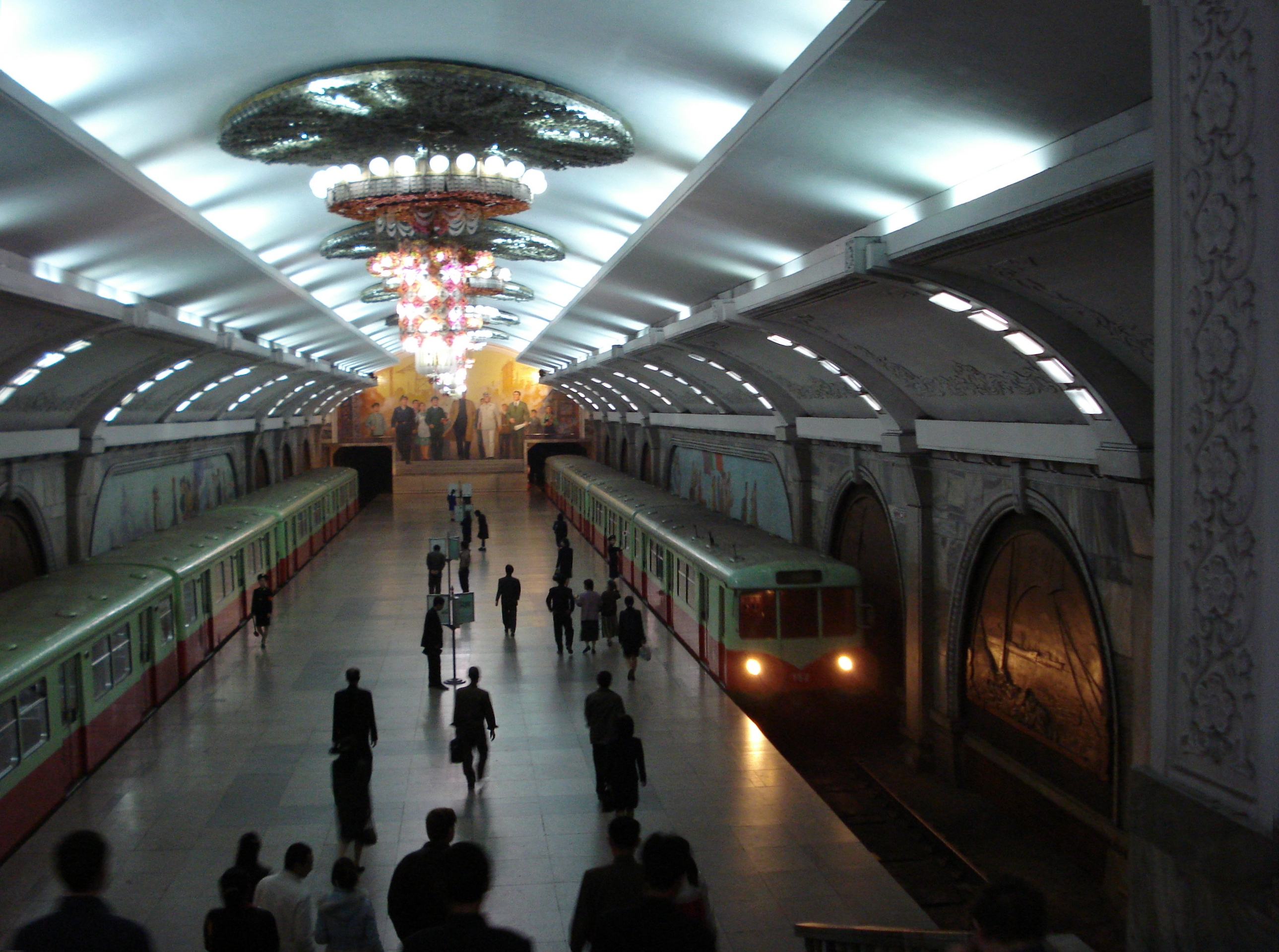
Le métro de Pyongyang, un des symboles de l'architecture socialiste.

### Transports en commun urbain
Inauguré en 1973, le métro de Pyongyang compte deux lignes et dix-sept stations.
Il est enfoui à 120 mètres sous terre, pouvant ainsi devenir un abri anti-atomique.
Il existe également un système de trolleybus et un système de tramway.

### Transports ferroviaire
La ville de Pyongyang est au centre du réseau des chemins de fer d'État.

### Transports routier et aéroports
Pyongyang est le centre des routes nationales de Corée du Nord. La ville abrite le premier aéroport national et international du pays, l'aéroport international de Sunan.

## Jumelages
| Ville | Ville      | Pays | Pays                |
| ----- | ---------- | ---- | ------------------- |
|       | Alger      |      | Algérie             |
|       | Bagdad     |      | Irak                |
|       | Chiang Mai |      | Thaïlande           |
|       | Dubaï      |      | Émirats arabes unis |
|       | Jakarta    |      | Indonésie           |
|       | Katmandou  |      | Népal               |
|       | Moscou     |      | Russie              |
|       | Tianjin,   |      | Chine               |